# Ponta do Sinó
Ponta do Sinó är en udde i Kap Verde.   Den ligger i kommunen Sal, i den nordöstra delen av landet, 190 km norr om huvudstaden Praia.
Terrängen inåt land är platt. Havet är nära Ponta do Sinó åt sydväst. Närmaste större samhälle är Santa Maria, 4,0 km nordost om Ponta do Sinó. 